# Hoffmann-Ratte
Die Hoffmann-Ratte oder Minahassaratte (Rattus hoffmanni) ist ein auf Sulawesi verbreitetes Nagetier in der Gattung der Ratten. Es ist eng mit der Lompobattang-Sulawesi-Ratte (Rattus mollicomulus) verwandt. Beide Arten und Rattus koopmani bilden vermutlich das Schwestertaxon zu einer Gruppe mit der Hausratte (Rattus rattus).

## Merkmale
Mit einer Kopf-Rumpf-Länge von 142 bis 211 mm, einer Schwanzlänge von 145 bis 210 mm und einem Gewicht von 90 bis 250 g ist die Art eine mittelgroße bis große Ratte. Sie hat 35 bis 42 mm lange Hinterfüße und 20 bis 25 mm lange Ohren. Das Fell hat eine weiche, kurze und dichte Textur. Die Unterwolle ist grau und die Deckhaare dunkelbraun bis schwarz, was ein schwarzbraunes Aussehen mit gelblichen und rosa Tönungen erzeugt. Die silbergraue Unterseite kann hellbraune bis dunkelgraue Nuancen aufweisen. Einzelne Exemplare besitzen einen weißen Fleck oder einen gelbbraunen Strich auf der Brust. Typisch für den Kopf sind schwarze Augenringe, dunkle graubraune Ohren und lange schwarze Vibrissen. Der dunkel- bis graubraune Schwanz trägt kurze Haare. Im Fell leben verschiedene Parasiten. Von den paarig angeordneten Zitzen liegen zwei in Brustnähe, zwei auf dem Bauch und vier im Leistenbereich.

## Verbreitung
Dieses Nagetier ist auf ganz Sulawesi und auf kleinen umliegenden Inseln verbreitet. Es lebt im Flachland und in Gebirgen. Die Hoffmann-Ratte bewohnt ursprüngliche Wälder, Sekundärwälder, Buschländer und besucht Plantagen.

## Lebensweise
Die nachtaktive Hoffmann-Ratte ruht im Buschwerk, zwischen Wurzeln und in Baumhöhlen dicht über dem Grund. Sie bewegt sich auf dem Boden und klettert im Unterwuchs. Die Nahrung besteht aus Früchten, Pflanzensamen, jungen Trieben, Insekten, Schnecken und Regenwürmern. Die Fortpflanzung ist nicht an eine Jahreszeit gebunden. Ein Wurf besteht aus 4 bis 5 Neugeborenen.

## Gefährdung
Es besteht eine geringfügige Beeinträchtigung durch Landschaftsveränderungen. Vermutlich wird die Art im Süden der Insel gejagt. Die IUCN listet sie als nicht gefährdet (least concern) aufgrund einer stabilen Gesamtpopulation.